# CPLP-Brücke
Die CPLP-Brücke (portugiesisch Ponte CPLP) ist eine zweispurige Straßenbrücke im Ortsteil Comoro der osttimoresischen Hauptstadt Dili. Sie führt über den Rio Comoro, 800 Meter nördlich der Hinodebrücke (Comoro-III-Brücke). Über sie führt die Avenida Nicolau Lobato, der Hauptverkehrsweg vom Zentrum Dilis in den Westen der Stadt und des gesamten Landes. Sie ersetzt die Comoro-Brücke, die zuvor an dieser Stelle stand. Die CPLP-Brücke ist nach der Gemeinschaft der Portugiesischsprachigen Länder (portugiesisch Comunidade dos Países de Língua Portuguesa, CPLP) benannt. Sie ist 183 Meter lang.

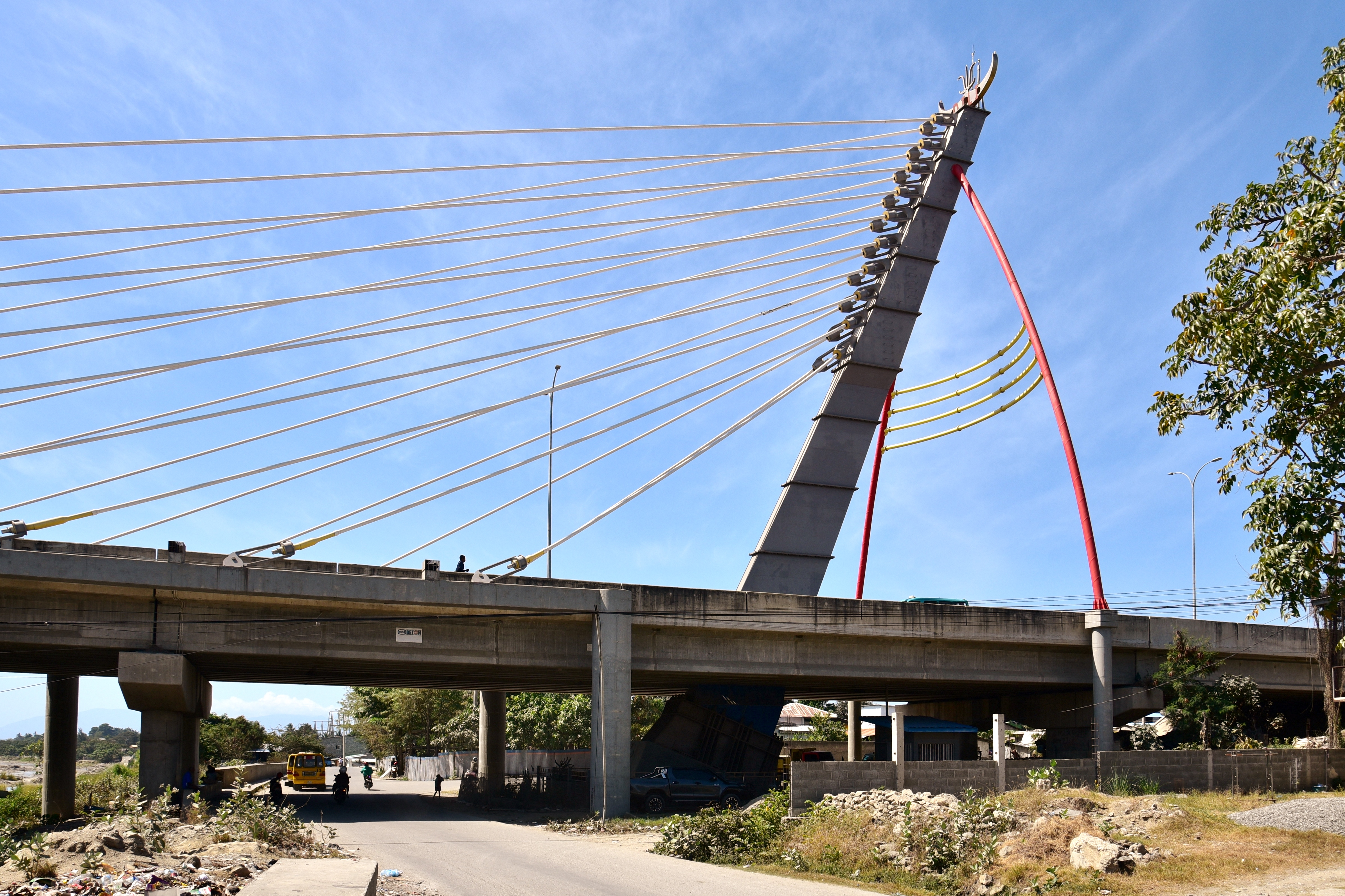
Der Pylon mit Kaibauk auf der Spitze

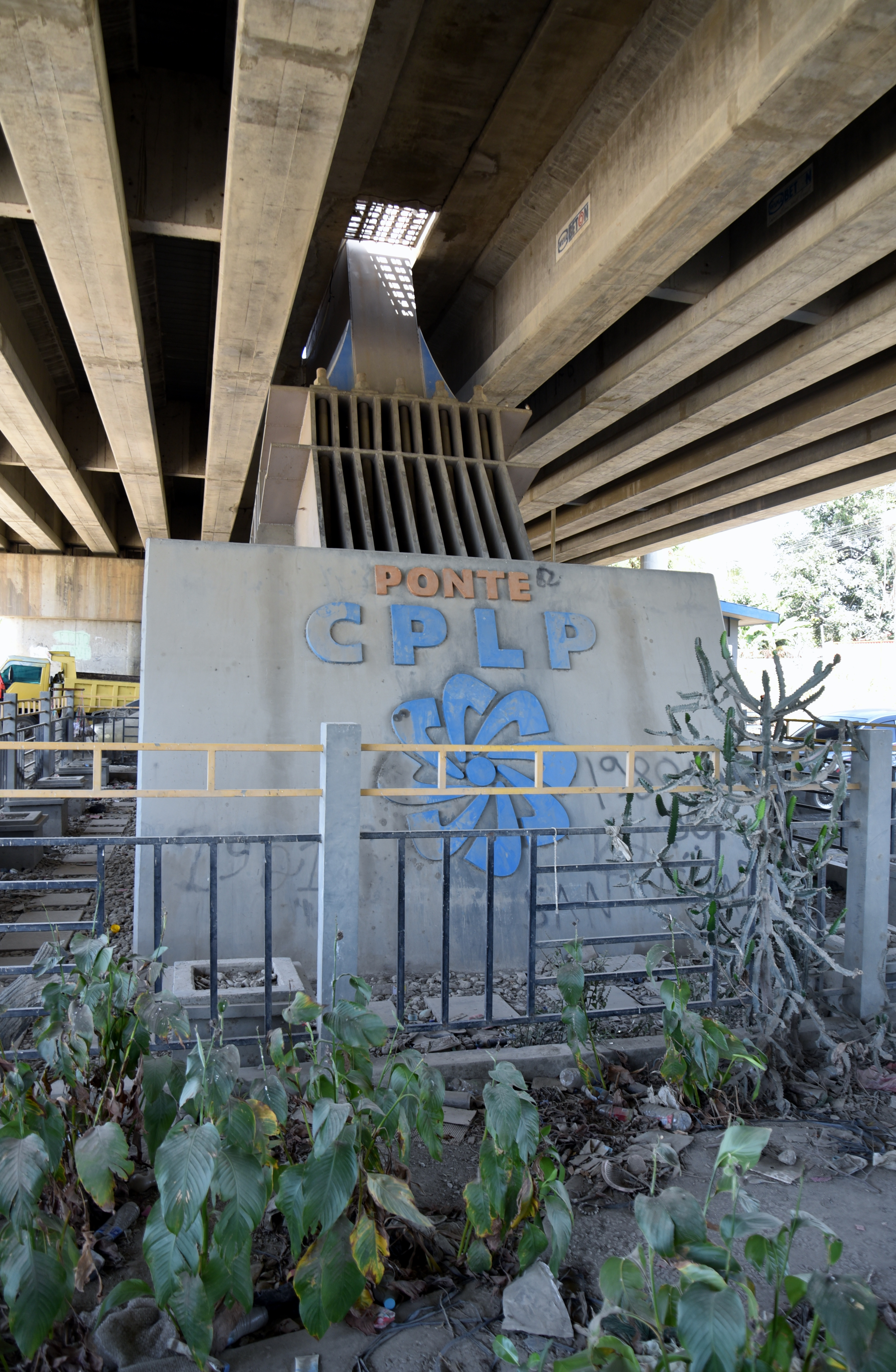
Unter der Brücke

Die Extradosed-Brücke wurde in zwei Phasen errichtet (Neubau der Comoro-II-Brücke und Ersatz der alten Comoro-I-Brücke). Die Comoro-II-Brücke wurde am 30. Mai 2013 von Premierminister Xanana Gusmão eröffnet. Der Bau der sieben Meter breiten Brücke kostete alleine 8,758.000 US-Dollar.
Am 28. Mai 2013 wurde die alte Brücke abgerissen und an ihrer Stelle die neue Comoro-I-Brücke von Consorcio Nacional Timorense (CNT), im Joint Venture mit Wijaya Karya (Wika) errichtet. Dadurch, dass auf beiden Seiten Fußwege eingeplant wurden, erhöhten sich die Kosten für diese Brücke auf über 11,7 Millionen US-Dollar.
Am 22. Juli 2014 wurde die CPLP-Brücke von Staatspräsident Taur Matan Ruak endgültig für den Verkehr freigegeben. Anwesend waren auch Premierminister Xanana Gusmão und, da am nächsten Tag der zehnte Gipfel der Staats- und Regierungschefs der CPLP in Dili stattfand, der Präsident Kap Verdes Carlos Fonseca, der Präsident Mosambiks Armando Guebuza, der Präsident São Tomé und Príncipes Manuel Pinto da Costa, der Vizepräsident Angolas Manuel Domingos Vicente, der Premierminister Guinea-Bissaus Domingos Simões Pereira, der portugiesische Premierminister Pedro Passos Coelho und weitere internationale Politiker. Gesegnet wurde die Brücke von Dilis Bischof Alberto Ricardo da Silva.
Der Bogen über beide Brücken am Pylon mit der Kaibauk an der Spitze wurde erst nach der Eröffnung der Fahrbahnen hinzugefügt und kostete etwa 3 Millionen US-Dollar.
2019 wurden Schäden am Fundament der Brücke festgestellt.